# Parepidosis ulmicorticis
Parepidosis ulmicorticis är en tvåvingeart som beskrevs av Boris Mamaev 1964. Parepidosis ulmicorticis ingår i släktet Parepidosis och familjen gallmyggor. Inga underarter finns listade i Catalogue of Life.